# Arthur O'Connor
Arthur O'Connor (irsko: Artúr Ó Conchobhair), irski general in politik, * 4. julij 1763, Cork, Irska, † 25. april 1852, Francija.
Služil je pod Napoleonom.